# Coupe de Serbie de football 2013-2014
Navigation
Coupe de Serbie 2012-2013 Coupe de Serbie 2014-2015
La Coupe de Serbie 2013-2014 est la 8e édition de la coupe nationale serbe. Elle prend place entre le 4 septembre 2013 et le 7 mai 2014, date de la finale disputée au stade du Partizan de Belgrade.
La compétition est remportée par le Vojvodina Novi Sad, qui gagne son premier titre aux dépens du tenant du titre le FK Jagodina.

## Format
Un total de 38 équipes prennent part à la compétition. Cela inclut quinze des seize clubs de la première division serbe lors de la saison 2012-2013, ainsi que les dix-huit équipes du deuxième échelon. Dissous durant l'été 2013, le Hajduk Kula ne peut prendre part à la compétition. Les cinq derniers clubs participants sont les différents vainqueurs des coupes régionales de la saison 2012-2013, c'est-à-dire le IM Rakovica (Belgrade), le Trstenik PPT (Est), le Mokra Gora (Kosovo-Métochie), le Partizan Bumbarevo Brdo (Ouest) et le Radnički Nova Pazova (Voïvodine).
La grande majorité des confrontations se jouent en un seul match à élimination directe. Les demi-finales sont la seule exception et sont quant à elles disputées en deux manches. À l'exception de la finale, aucune prolongation n'est par ailleurs disputée en cas d'égalité à l'issue du temps réglementaire, la rencontre étant alors directement décidée par une séance de tirs au but.
Le vainqueur de la coupe se qualifie pour le deuxième tour de qualification de la Ligue Europa 2014-2015. Si celui-ci est déjà qualifié pour une compétition européenne par un autre biais, cette place est réattribuée au finaliste. S'il est lui-même déjà qualifié, elle est alors reversée au championnat de première division.

## Tour préliminaire
Un tour préliminaire est disputé afin de réduire le nombre de participants à 32 dans la perspective des seizièmes de finale. Cette phase marque le début de la compétition et concerne les neuf derniers de la deuxième division 2012-2013 ainsi que les cinq vainqueurs des coupes régionales pour un total de 14 équipes et sept confrontations.
| Date             | Locaux                          | Score             | Visiteurs                 |
| ---------------- | ------------------------------- | ----------------- | ------------------------- |
| 4 septembre 2013 | IM Rakovica (D3)                | 0 - 0 (5 - 4 tab) | (D3) Radnički Nova Pazova |
| 4 septembre 2013 | Partizan Bumbarevo Brdo (D3)    | 3 - 1             | (D3) FK Kolubara          |
| 4 septembre 2013 | Trstenik PPT (D3)               | 1 - 0             | (D2) FK Timok             |
| 4 septembre 2013 | Radnički Sremska Mitrovica (D3) | 1 - 1 (3 - 2 tab) | (D2) FK Inđija            |
| 4 septembre 2013 | Mokra Gora (D4)                 | 1 - 2             | (D2) Sloga Kraljevo       |
| 4 septembre 2013 | RFK Novi Sad (D3)               | 0 - 0 (4 - 5 tab) | (D3) Banat Zrenjanin      |
| 4 septembre 2013 | OFK Mladenovac (D3)             | 0 - 1             | (D2) FK Teleoptik         |

## Seizièmes de finale
En raison de l'abandon de l'Hajduk Kula, le Voždovac Belgrade est exempté et passe directement au tour suivant.
| Date              | Locaux                          | Score             | Visiteurs                     |
| ----------------- | ------------------------------- | ----------------- | ----------------------------- |
| 25 septembre 2013 | Proleter Novi Sad (D2)          | 0 - 3             | (D1) Étoile rouge de Belgrade |
| 25 septembre 2013 | Borac Čačak (D2)                | 2 - 1             | (D1) Rad Belgrade             |
| 25 septembre 2013 | Trstenik PPT (D3)               | 0 - 2             | (D1) FK Novi Pazar            |
| 25 septembre 2013 | Radnički 1923 (D1)              | 1 - 0             | (D3) Banat Zrenjanin          |
| 25 septembre 2013 | Partizan Bumbarevo Brdo (D3)    | 0 - 3             | (D1) Spartak Subotica         |
| 25 septembre 2013 | Radnički Sremska Mitrovica (D3) | 0 - 2             | (D1) Donji Srem               |
| 25 septembre 2013 | FK Teleoptik (D2)               | 0 - 3             | (D1) Sloboda Užice            |
| 25 septembre 2013 | Sloga Kraljevo (D2)             | 0 - 0 (2 - 4 tab) | (D1) Vojvodina Novi Sad       |
| 25 septembre 2013 | Mladost Lučani (D2)             | 0 - 0 (3 - 4 tab) | (D1) OFK Belgrade             |
| 25 septembre 2013 | IM Rakovica (D3)                | 1 - 4             | (D1) FK Jagodina              |
| 25 septembre 2013 | FK Smederevo (D2)               | 0 - 1             | (D1) FK Čukarički             |
| 25 septembre 2013 | BSK Borča (D2)                  | 0 - 1             | (D2) Jedinstvo Užice          |
| 25 septembre 2013 | Bežanija Novi Belgrade (D2)     | 0 - 2             | (D1) Radnički Niš             |
| 25 septembre 2013 | Partizan Belgrade (D1)          | 2 - 0             | (D2) Metalac Gornji Milanovac |
| 25 septembre 2013 | Napredak Kruševac (D1)          | 2 - 1             | (D1) Javor Ivanjica           |

## Huitièmes de finale
| Date            | Locaux                        | Score             | Visiteurs              |
| --------------- | ----------------------------- | ----------------- | ---------------------- |
| 30 octobre 2013 | Spartak Subotica (D1)         | 2 - 0             | (D1) Napredak Kruševac |
| 30 octobre 2013 | OFK Belgrade (D1)             | 2 - 1             | (D2) Jedinstvo Užice   |
| 30 octobre 2013 | Donji Srem (D1)               | 2 - 0             | (D2) Borac Čačak       |
| 30 octobre 2013 | Vojvodina Novi Sad (D1)       | 0 - 0 (3 - 0 tab) | (D1) FK Novi Pazar     |
| 30 octobre 2013 | Radnički Niš (D1)             | 0 - 3             | (D1) Partizan Belgrade |
| 30 octobre 2013 | Sloboda Užice (D1)            | 2 - 0             | (D1) Voždovac Belgrade |
| 30 octobre 2013 | FK Čukarički (D1)             | 0 - 2             | (D1) FK Jagodina       |
| 30 octobre 2013 | Étoile rouge de Belgrade (D1) | 3 - 0             | (D1) Radnički 1923     |

## Quarts de finale
| Date            | Locaux                        | Score | Visiteurs               |
| --------------- | ----------------------------- | ----- | ----------------------- |
| 4 décembre 2013 | Spartak Subotica (D1)         | 2 - 0 | (D1) Partizan Belgrade  |
| 4 décembre 2013 | Sloboda Užice (D1)            | 0 - 2 | (D1) OFK Belgrade       |
| 4 décembre 2013 | FK Jagodina (D1)              | 4 - 1 | (D1) Donji Srem         |
| 4 décembre 2013 | Étoile rouge de Belgrade (D1) | 1 - 3 | (D1) Vojvodina Novi Sad |

## Demi-finales
Les matchs allers sont joués le 26 mars 2014 tandis que les matchs retour sont disputés le 9 avril 2014.
| Équipe 1                | Score   | Équipe 2              | Aller | Retour |
| ----------------------- | ------- | --------------------- | ----- | ------ |
| Vojvodina Novi Sad (D1) | 2 - 0   | (D1) Spartak Subotica | 1 - 0 | 1 - 0  |
| OFK Belgrade (D1)       | 1 - 4 - | (D1) FK Jagodina      | 1 - 2 | 0 - 2  |

## Finale
| Entraîneur :      |
| Branko Babić (en) |

| Entraîneur :      |
| Mladen Dodić (en) |

| Entraîneur :      |
| Branko Babić (en) |

| Entraîneur :      |
| Mladen Dodić (en) |